# Rosen aus dem Süden (film 1926)
Rosen aus dem Süden è un film del 1926 diretto da Carl Froelich.

## Produzione
Il film fu prodotto dalla Henny Porten-Froelich-Produktion.

## Distribuzione
Distribuito dalla Filmhaus Bruckmann, il film uscì nelle sale tedesche presentato a Berlino l'11 aprile 1926. In Austria, il fu distribuito dalla Gaumont Verleih; nel Regno Unito, dove uscì nell'aprile 1927 con il titolo Roses of the South, venne distribuito dalla United Kingdom Photoplays.